# Xanthorhoe hethlandica
Xanthorhoe hethlandica là một loài bướm đêm trong họ Geometridae.